# Festin d'auteurs
Festin d'Auteurs est un salon du livre portant sur la cuisine et la gastronomie. Cet événement culturel biannuel est organisé depuis 2011, le premier week-end d'avril, à Beynat, entre Tulle et Brive, en Corrèze. Un jury y décerne trois prix littéraires.

## Historique
Depuis 2011, l'association, sous la présidence de Christine Soufflet puis de Céline Lelièvre, accompagnée par le maire de Beynat Pascal Coste et par l'auteur Kilien Stengel en qualité de commissaire général, organise tous les deux ans, cet important événement culturel limousin, pour les amateurs de littérature et de cuisine.
Elle y reçoit approximativement 60 auteurs, éditeurs, dessinateurs, libraires..., sur le thème de la cuisine, la gastronomie et le vin avec au programme : dédicaces, animations, tables rondes, démonstrations de cuisine, conférences, exposition... Ce salon du livre culinaire a pour vocation de mettre en avant tout autant les auteurs méconnus que les auteurs déjà médiatisés,..

## Invités d'honneur
- 2018 : parrain du salon Christophe Felder, chef pâtissier et auteur culinaire
- 2015 : marraine du salon Régine Rossi-Lagorce, auteure culinaire
- 2013 : marraine du salon Danièle Mazet-Delpeuch, auteure et ancienne cuisinière du président de la République française François Mitterrand[7].
- 2011 : commissaire général Kilien Stengel, auteur gastronomique

## Prix «Apicius»
Trois prix littéraires sont remis lors de cette manifestation.

### Prix Apicius " Culture gastronomique "
Attribué à un ouvrage portant sur les sciences humaines, sociales, économiques ou historiques de la gastronomie.
- 2018 : Louis Albertini pour son livre Apogée des jardins et maraîchages en Al-Andalus (Ibérie arabe) Xe – XIVe siècle : Nouveaux légumes, fruits et épices Essor de la cuisine arabo-andalouse (collection Questions alimentaires et gastronomiques, L'Harmattan, 2017)
- 2015 : le couple Silvano Servanti pour son livre La cuisine des tranchées : L'alimentation en France pendant la Grande Guerre (Sud-Ouest ed.) et Françoise Sabban pour Les séductions du palais : Cuisiner et manger en Chine (Actes Sud ed.)
- 2013 : Vincent Marcilhac pour Le luxe alimentaire : une spécificité française (Colelction Tables des Hommes, Presses universitaires de Rennes)

### Prix Apicius " Livre de chef "
Attribué à un ouvrage de pratiques culinaires
- 2018 : Michel Tanguy, pour La merveilleuse histoire des pâtisseries  (Grund, 2018)
- 2015 : Bertrand Simon, pour En cuisine ! by Chef Simon (éditions du Chêne)
- 2013 : Laura Zavan, pour Les Ravioli de Laura (Marabout ed.)
- 2011 :

### Prix Apicius " Jeunesse"
Attribué à un ouvrage destiné à la jeunesse ou produit par un enfant ou adolescent.
- 2018 : Christian Gaut et Pierre Senon, pour Thérébentine l'essence d'un poison
- 2015 : Frédéric Parra, auteur
- 2013 :  Enora et Dalva Cahet pour leurs ouvrages P’tits apéros salés, P’tits gâteaux gourmands, P’tits dîners de fête, P'tite cuisine des bonbons et autres douceurs Sucrées (Éditions Tana)
- 2011 :